# العلاقات الصينية المارشالية
العلاقات الصينية المارشالية هي العلاقات الثنائية التي تجمع بين الصين وجزر مارشال.

## مقارنة بين البلدين
هذه مقارنة عامة ومرجعية للدولتين:
| وجه المقارنة                                              | الصين                    | جزر مارشال                     |
| --------------------------------------------------------- | ------------------------ | ------------------------------ |
| المساحة (كم2)                                             | 9.60 مليون               | 181                            |
| عدد السكان (نسمة)                                         | 1.33 مليار               | 53.13 ألف                      |
| الكثافة السكانية (ن./كم²)                                 | 138.54                   | 29.35 ألف                      |
| العاصمة                                                   | بكين                     | ماجورو                         |
| اللغة الرسمية                                             | اللغة الصينية القياسية   | لغة إنجليزية، اللغة المارشالية |
| العملة                                                    | رنمينبي                  | دولار أمريكي                   |
| الناتج المحلي الإجمالي (بليون دولار)                      | 12.24 تريليون            | 199.40 مليون                   |
| الناتج المحلي الإجمالي (تعادل القوة الشرائية) بليون دولار | 19.82 تريليون            | 207.25 مليون                   |
| الناتج المحلي الإجمالي الاسمي للفرد دولار أمريكي          | 8.03 ألف                 | 3.38 ألف                       |
| الناتج المحلي الإجمالي للفرد دولار أمريكي                 | 13.21 ألف                | 3.80 ألف                       |
| مؤشر التنمية البشرية                                      | 0.728                    |                                |
| رمز المكالمات الدولي                                      | +86                      | +692                           |
| رمز الإنترنت                                              | .cn، .中国 ‏، .中國 ‏      | .mh                            |
| المنطقة الزمنية                                           | توقيت الصين، ت ع م+08:00 | ت ع م+12:00                    |

## مدن متوأمة
في ما يلي قائمة باتفاقيات التوأمة بين مدن صينية ومارشالية:
- ترتبط كيلونغ مع حلقية بيكيني باتفاقية توأمة.

## منظمات دولية مشتركة
يشترك البلدان في عضوية مجموعة من المنظمات الدولية، منها:
| علم المنظمة | اسم المنظمة                   | تاريخ انضمام الصين | تاريخ انضمام جزر مارشال |
| ----------- | ----------------------------- | ------------------ | ----------------------- |
|             | البنك الدولي للإنشاء والتعمير | 27 ديسمبر 1945     | 21 مايو 1992            |
|             | بنك التنمية الآسيوي           | 1986               | 1990                    |
|             | يونسكو                        | 4 نوفمبر 1946      | 30 يونيو 1995           |
|             | الاتحاد الدولي للاتصالات      | 1 سبتمبر 1920      | 22 فبراير 1996          |
|             | مؤسسة التمويل الدولية         | 15 يناير 1969      | 23 سبتمبر 1992          |
|             | منظمة الشرطة الجنائية الدولية | ?                  | ?                       |
|             | الأمم المتحدة                 | 25 أكتوبر 1971     | 17 سبتمبر 1991          |
|             | مؤسسة التنمية الدولية         | 24 سبتمبر 1960     | 19 يناير 1993           |
|             | منظمة حظر الأسلحة الكيميائية  | ?                  | ?                       |

## وصلات خارجية
- موقع وزارة الخارجية الصينية